# Takuma Asano
Takuma Asano (japonsko 浅野 拓磨), japonski nogometaš, * 10. november 1994.
Za japonsko reprezentanco je odigral 41 uradnih tekem.